# Il falco di Bagdad
Il falco di Bagdad (The Magic Carpet) è un film diretto da Lew Landers del 1951 ed interpretato da Lucille Ball, John Agar, Patricia Medina e Raymond Burr.